# Tec-Mec
Tec-Mec (Studio Tecnica Meccanica) foi uma construtora de Fórmula 1 da Itália, fundada por Valerio Colotti.
Participou do GP dos Estados Unidos de 1959, com o brasileiro Fritz d'Orey ao volante. 